# 平王乡
平王乡，是中华人民共和国河北省保定市容城县下辖的一个乡镇级行政单位。

## 行政区划
平王乡下辖以下地区：
平王村、留通村、李郎村、仇小王村、高小王村、李小王村、古贤村、赵村、大先王村、小先王村、昝村、羊定村、郭村和沙窝村。